# Aheylite
L'aheylite est une espèce minérale phosphatée rare de formule (Fe2+, Zn)Al6(OH)8(PO4)4·4(H2O). Elle fait partie du groupe de la turquoise depuis 1984 par décision de la Commission de l'Association minéralogique internationale sur les nouveaux minéraux et les noms des minéraux.
Elle est nommée d'après Allen V. Heyl (1918–2008), un géologue économique de l'Institut d'études géologiques des États-Unis et a été découverte par Eugene Foord et Joseph Taggart.

## Propriétés
Elle fait partie du groupe de la turquoise et se distingue par la présence de Fe2+ dominant dans le site A. L'aheylite a pour formule (Fe2+, Zn)Al6(OH)8(PO4)4·4(H2O). Elle cristallise sous un système cristallin triclinique de couleur bleu pâle à vert pâle. La couleur bleue provient de la coordination octaédrique de Cu 2+ en l'absence de Fe 3+.
Son éclat est vitreux à terne. Elle présente une fracture en dents de scie et une ténacité fragile. La dureté est d’environ 5 à 5,5 sur l'échelle de Mohs et la gravité spécifique est de 2,84. En ce qui concerne les propriétés optiques, elle a des paillettes minces, une couleur bleu ipalé verte à bleu-vert, et présente des stries blanches ainsi qu'un éclat subvitreux.

## Formation et occurrence
Elle a été décrite pour la première fois dans la mine de Huanuni dans l'Oruro en Bolivie. En plus de la localité type en Bolivie, elle a été signalée dans la mine de Bali Lo dans la chaîne du Capricorne en Australie-Occidentale, ainsi que dans la mine Les Montmins en Auvergne-Rhône-Alpes en France.
L'aheylite se trouve sous la forme d'une masse isolée d'hémisphères et de sphères regroupées. Dans la localité type, elle se présente sous la forme d'une phase hydrothermale tardive dans un gisement d'étain associé à de la variscite, de la  vivianite, de la wavellite, de la cassitérite, de la sphalérite, de la pyrite et du quartz,.